# Otto Hess
Pour les articles homonymes, voir Hess.
Otto Hess, né le 18 mars 1935 à Roggwil et mort le 17 février 2014 à Saint-Gall, est une personnalité politique suisse membre de l'Union démocratique du centre (UDC).

## Biographie
En 1995, il est réélu au Conseil national. Son père du même prénom a exercé en tant que président du Groupe parlementaire de l'UDC à l'assemblée fédérale quand le parti portait encore son ancien nom.